# Anu una
Anu una (лат.) — вид двукрылых насекомых из семейства журчалок (Syrphidae), единственный в составе монотипического рода Anu. Эндемик Новой Зеландии (лес из Nothofagus). Длина 5-6 мм. Род Anu отличается от всех других представителей семейства журчалок брюшком самцов, тергиты которого апикомедиально редуцированы так, что абдомен может быть загнут вверх (апикодорсально). Голова желтоватая, затылок чёрный, усики оранжевые, ариста коричневая. Постпронотум жёлтый, скутум блестящий, чёрный, кроме жёлтых латеральных отметин идущих от постпронотума до поперечного шва; скутеллюм жёлтый, кроме чёрных базолатеральных сторон; плеврон чёрный блестящий, жёлтый на капистернуме и на анэпистернуме. Ноги: тазики и вертлуги жёлтые; бёдра коричневато-жёлтые с чёрными полосками; голени коричневато-жёлтые в базальной части (примерно на 3/4) и коричневые апикально; лапки чёрные. Брюшко коричневато-жёлтое. Род Anu, вместе с родами Exallandra, Giluwea и Sphaerophoria (включая Loveridgeana) вероятно формируют монофилетическую группу с жёлтыми мезонотальными отметинами, редуцированными субскутеллярной бахромой и язычком (Anu сестринский к таксону Giluwea по сходному строению гениталий, оба рода имеют асимметричные сурстили).